# Paranemastoma senussium
Paranemastoma senussium is een hooiwagen uit de familie aardhooiwagens (Nemastomatidae). De originele naamcombinatie (protoniem) was Nemastoma senussium Roewer, 1951. Een volgende naamrecombinatie werd gepubliceerd als Paranemastoma senussium (Roewer, 1951) in Schönhofer 2013.